# Peter Fishburn
Peter Clingerman Fishburn (* 2. September 1936 in Philipsburg Pennsylvania; † 10. Juni 2021 in Racine, Wisconsin) war ein US-amerikanischer Mathematiker, der sich mit Operations Research befasste, speziell mit Entscheidungstheorie und Sozialwahltheorie.
Fishburn erhielt 1958 seinen Bachelor-Abschluss als Industrieingenieur an der Pennsylvania State University und seinen Master-Abschluss 1961 am Case Institute of Technology, an der er 1962 in Operations Research promoviert wurde. 1964 bis 1970 war er bei der Research Analysis Corporation in McLean (Virginia) und 1970/71 am Institute for Advanced Study. 1967 war er Gastprofessor an der Technischen Universität Dänemarks in Lyngby. 1971 bis 1978 hatte er eine Forschungsprofessur für Management Science an der Pennsylvania State University und 1978 bis 2001 war er am Information Science Research Center von ATT Laboratories in Florham Park, New Jersey.
Er ist bekannt für Arbeiten mit Steven Brams über Wahl durch Zustimmung (1977).
1996 erhielt er den John-von-Neumann-Theorie-Preis. 1984 wurde er Fellow des Institute of Mathematical Statistics. 1970 erhielt er den Lanchester Prize der Operations Research Society of America und 1987 deren Ramsey Medal.

## Schriften
- mit Steven Brams: Approval Voting, Birkhäuser 1983, 2. Auflage Springer 2006
- Decision and Value Theory, Publications in Operations Research, No. 10, Wiley 1964
- Utility Theory for Decision Making. Publications in Operations Research, No. 18, Wiley 1970
- Mathematics of Decision Theory, Methods and Models in the Social Sciences, Band 3, Den Haag: Mouton 1972 (auch ins Französische übersetzt)
- The Theory of Social Choice, Princeton University Press 1973
- The Foundations of Expected Utility. Theory and Decision Library, Band 31, Dordrecht: D. Reidel 1982.
- Interval Orders and Interval Graphs: A Study of Partially Ordered Sets, Wiley 1985
- Nonlinear Preference and Utility Theory, Baltimore: Johns Hopkins University Press, 1988
- Choice Under Uncertainty. Annals of Operations Research, Band 19, 1989.